# Mont Saint-Gabriel
Le mont Saint-Gabriel (en slovène Škabrijel et en italien Monte San Gabriele) est une montagne de 646 m d'altitude, dans l'Ouest de la Slovénie, à 3 km à vol d'oiseau de la ville de Gorizia. À ses pieds, au sud-ouest, se trouve la colline de Sainte-Catherine (en italien Santa Caterina et en slovène Kekec ou Sv. Katarina), culminant à 322 m.
Pendant la Première Guerre mondiale, c'était une position forte austro-hongroise jugée imprenable, pleine de tunnels et de tranchées, et fut le lieu de durs affrontements entre Italiens et Austro-hongrois, durant la onzième bataille d'Isonzo (août et septembre 1917), le sommet de la montagne étant perdu puis repris neuf fois par les troupes impériales.